# 窯垣の小径

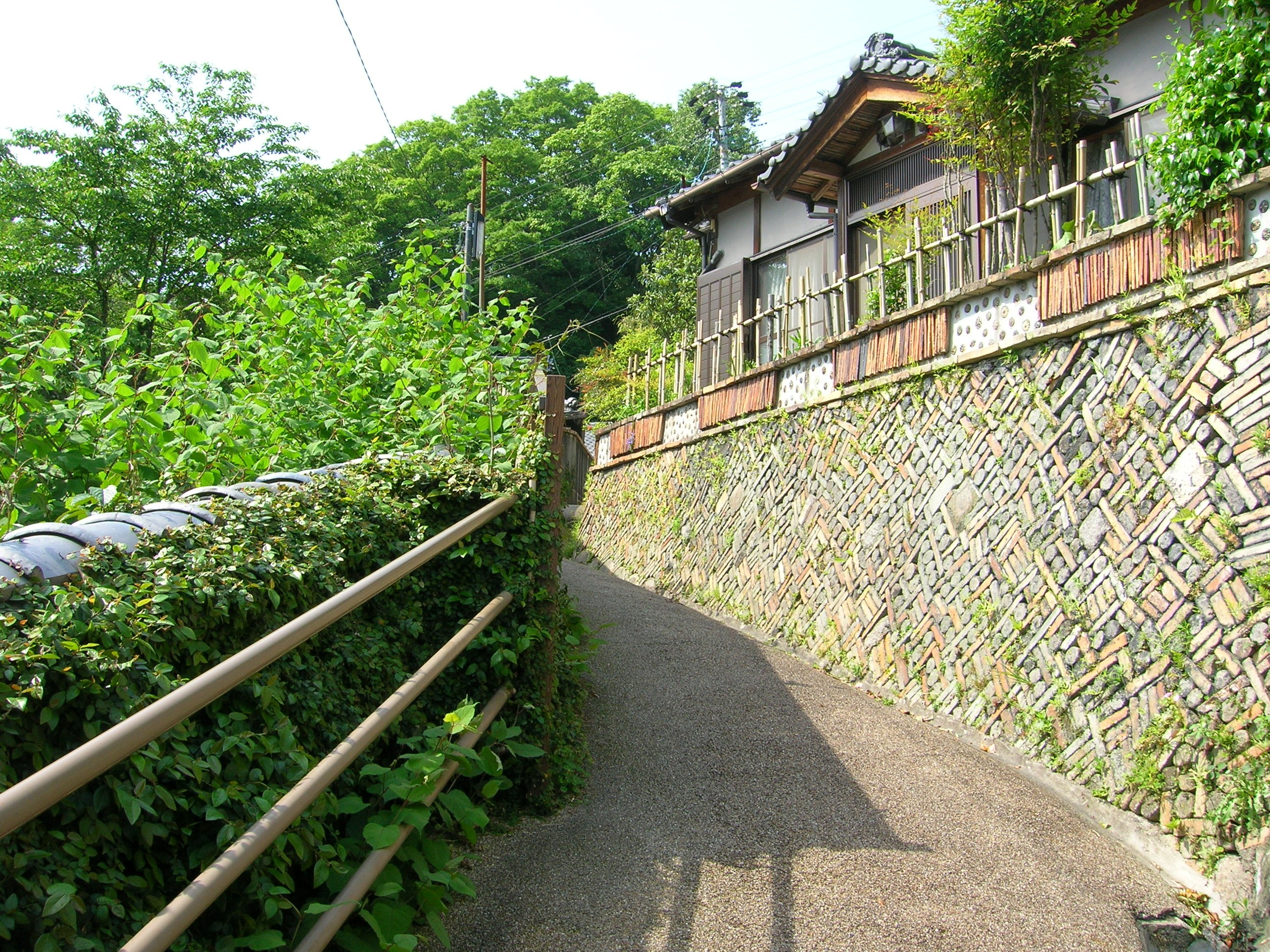
窯垣の小径

窯垣の小径（かまがきのこみち）は愛知県瀬戸市にある散策路。瀬戸市が設定する「陶の路」のひとつ。

## 概要
瀬戸市でも多くの製陶所があった洞町にある。宝泉寺付近から東に向かう約400メートルほどの路地だが、元々はこの道こそが洞町のメインストリートで、かつては陶磁器を積んだ荷車なども行き交ったという。
顔料として使われた鬼板粘土の壁や、登り窯に製品を詰める際に使われた窯道具「ツク」「エブタ」「エンゴロ」などを埋め込んで作られた塀が連なる小径の途中には、かつての窯元の家を利用した「窯垣の小径ギャラリー」と「窯垣の小径資料館」があり、東端は瀬戸市指定有形民俗文化財にもなっている「洞本業窯」にも程近い。

### 窯道具

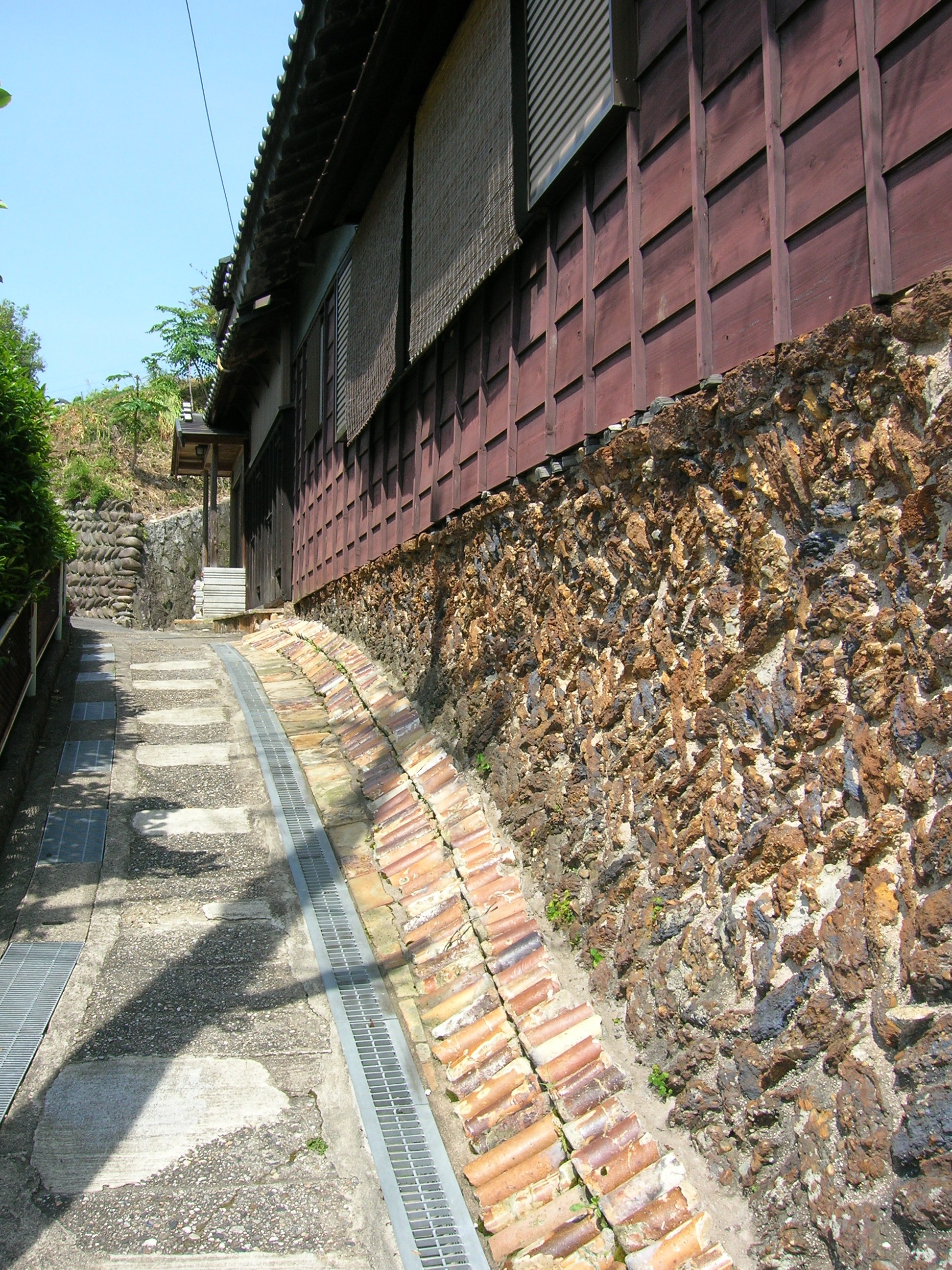
鬼板とツクが使われた壁

ツクは陶製の丸棒、エブタは陶製の板でこれらを組み合わせて窯内に棚を作り、そこに焼成する製品を並べて使用した。エンゴロは炎が直に当たらないように大型の瓶などを中に入れて焼いたもので、いずれも亀裂が入ったりしたものが塀などの材料として転用されたが、何度も炎にさらされるため独特の色合いがある。

## 利用案内

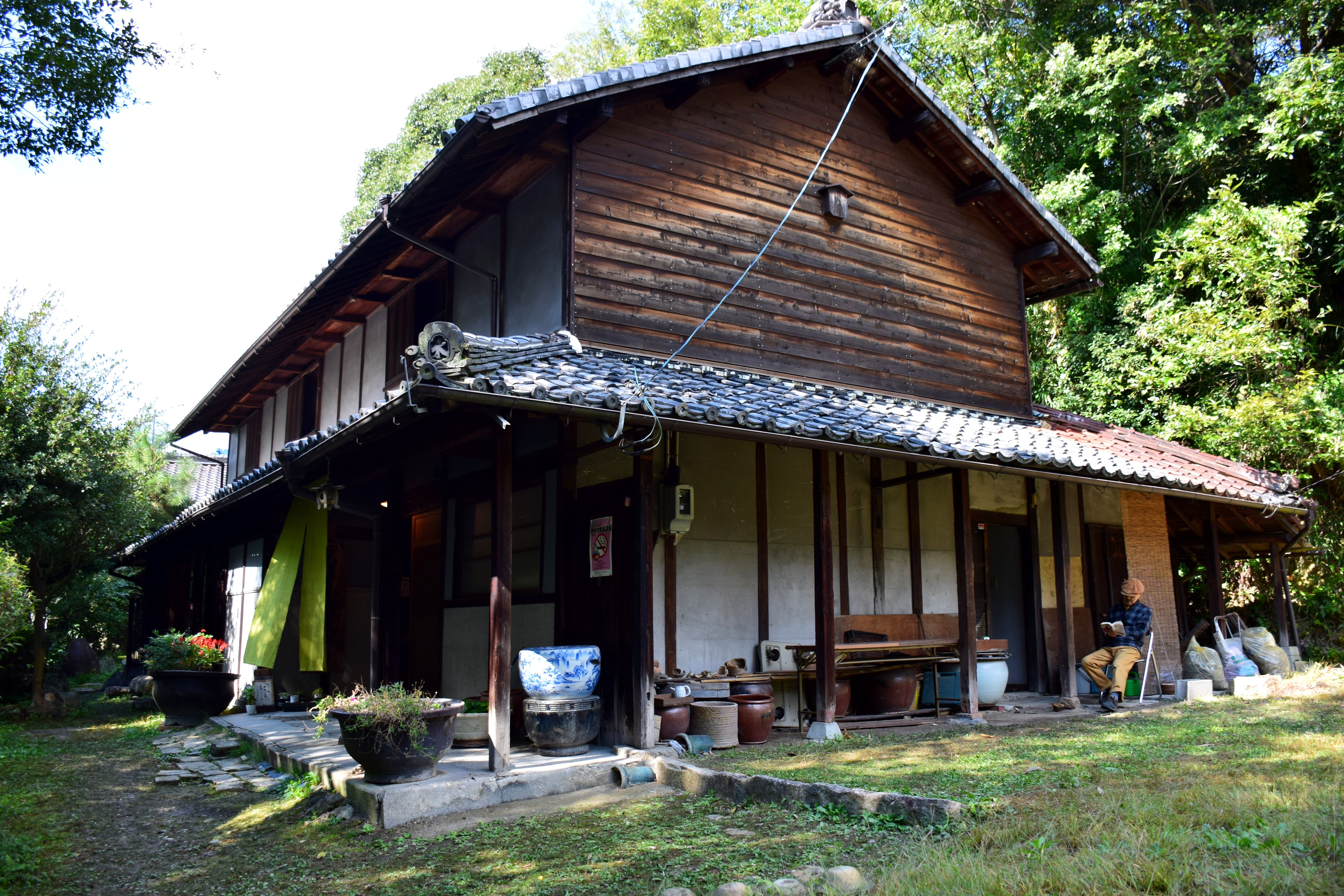
窯垣の小径ギャラリー

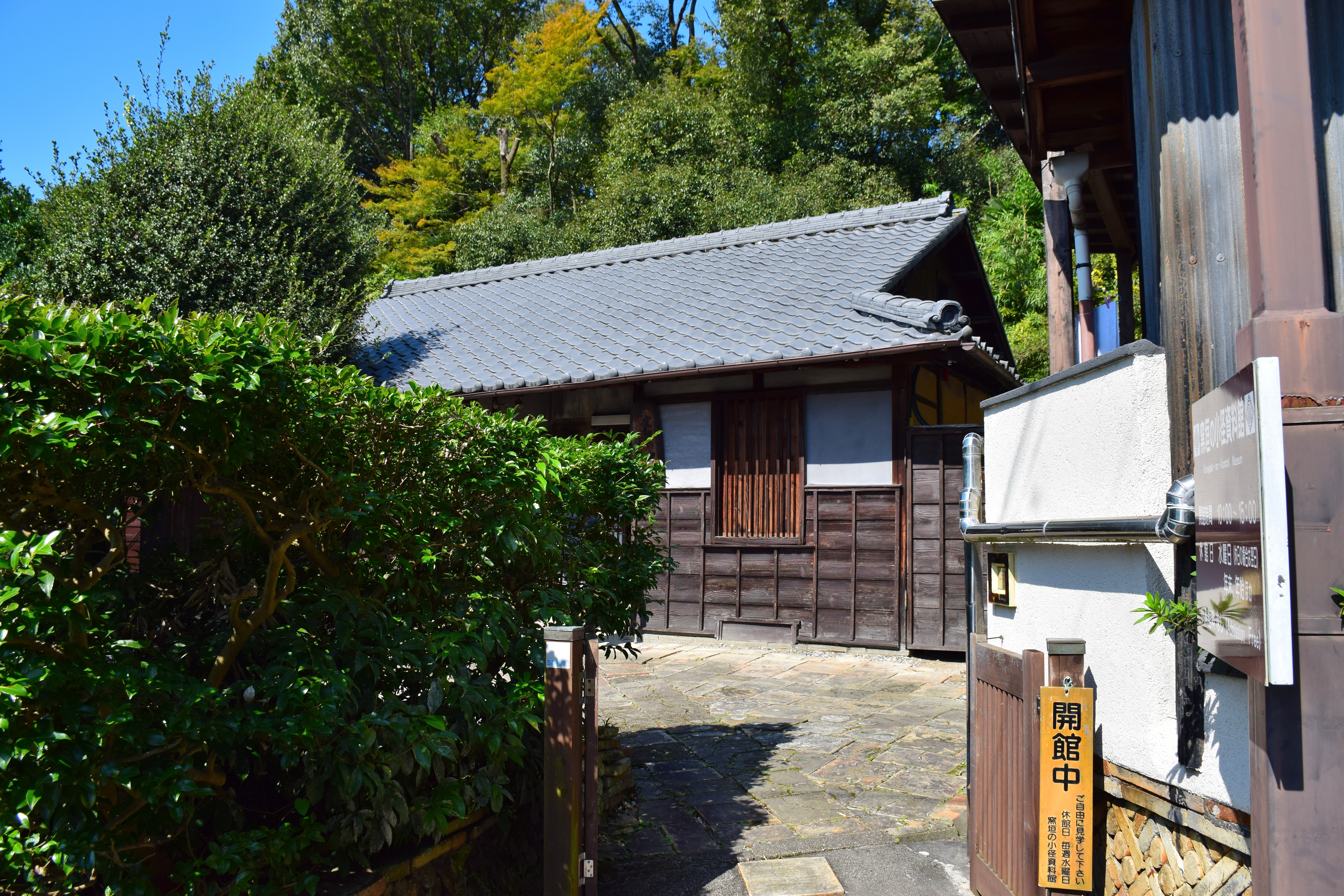
窯垣の小径資料館

### 窯垣の小径ギャラリー
- 開館時間 10:00～16:00
- 休館日 不定期

### 窯垣の小径資料館
- 開館時間 10:00～15:00
- 休館日 水曜日・お盆・年末年始